# Andrena melanota
Andrena melanota är en biart som beskrevs av Warncke 1975. Andrena melanota ingår i släktet sandbin, och familjen grävbin. Inga underarter finns listade i Catalogue of Life.